# Локомотивы GWR
Паровозы Большой западной железной дороги (GWR) с момента образования компании проектировал Изамбард Кингдом Брюнель, но вскоре суперинтендантом локомотивов был назначен Дэниел Гуч. Гуч спроектировал паровозы широкой колеи 7 ф. 1/4 д. (2140 мм) с осевой формулой 1-1-1 Светлячок и Железный герцог. В 1864 году Гуча на посту руководителя паровозостроительного завода в Суиндоне сменил Джозеф Армстронг, до того работавший на дорогах стандартной колеи. Взамен нескольких устаревших паровозов Армстронг приспособил ширококолейную экипажную часть к своим паровозам стандартной колеи. При Армстронге все паровозы, в том числе ширококолейные, носившие дотоле только имена, были пронумерованы.
Армстронг умер сравнительно молодым в 1877 году, его преемником стал его помощник Уильям Дин. Дин сконструировал паровозы 2-2-0 для экспресс-поездов, но более привычные 2-3-0 начал строить следующий главный инженер тяги Джордж Джексон Чёрчуорд. Чёрчуорд также ввёл на пригородных и малонагруженных сельских ветках паровые вагоны. В 1921 году главным инженером стал Чарльз Коллетт, который стандартизировал разношёрстный парк паровозов компании, разработал знаковые модели «За́мки» и «Короли». В 1934 году Коллетт вывел на пути GWR дизели в виде обтекаемых автомотрис. Последним главным инженером тяги на GWR стал Фредерик Хоксуорт, заступивший на должность в 1941 году и продолжавший строить паровозы GWR и после национализации в 1948-м.
С 1854 года GWR быстро наращивала протяжённость сети путём поглощения других железных дорог. В 1876 году с нею слились почти все на тот момент оставшиеся ширококолейные дороги. Акт 1921 года об укрупнении передал GWR все оставшиеся независимыми железные дороги в её регионе, на которых вследствие этого старые локомотивы или были заменены стандартными паровозами GWR, или переделаны с использованием стандартизированных узлов.

## Ливреи

Паровозные ливреи в разные годы
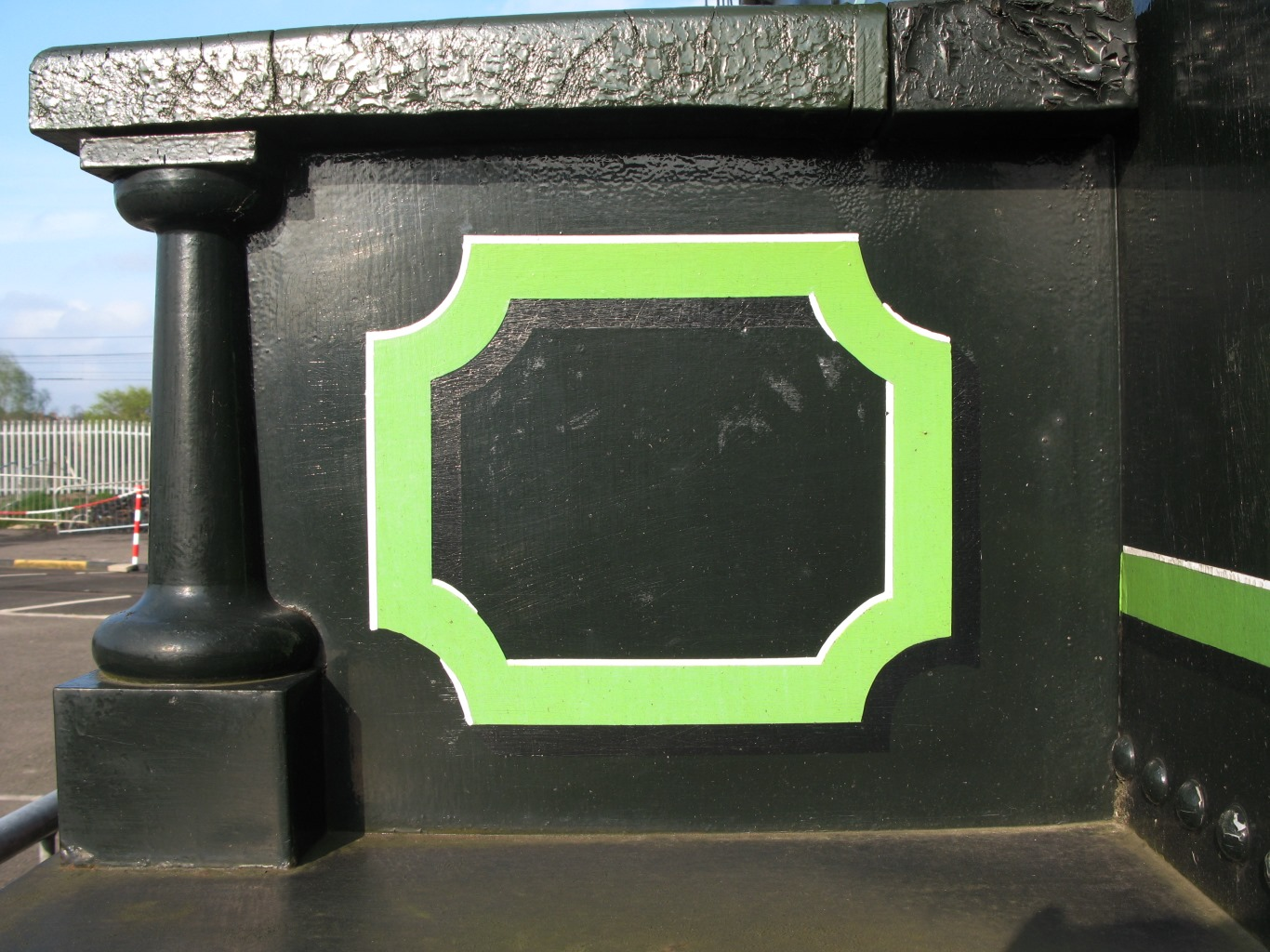
Тендер Железного герцога: тёмно-зелёный (падуб) со светло-зелёной каймой филёнки
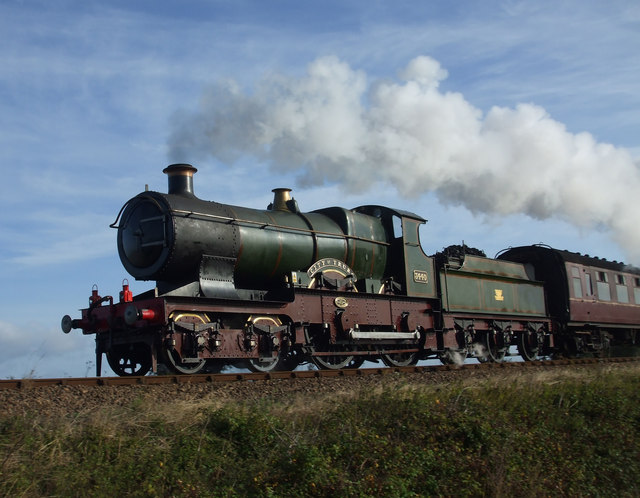
Труро[англ.]: хром средний, оранжевые полосы и красная рама
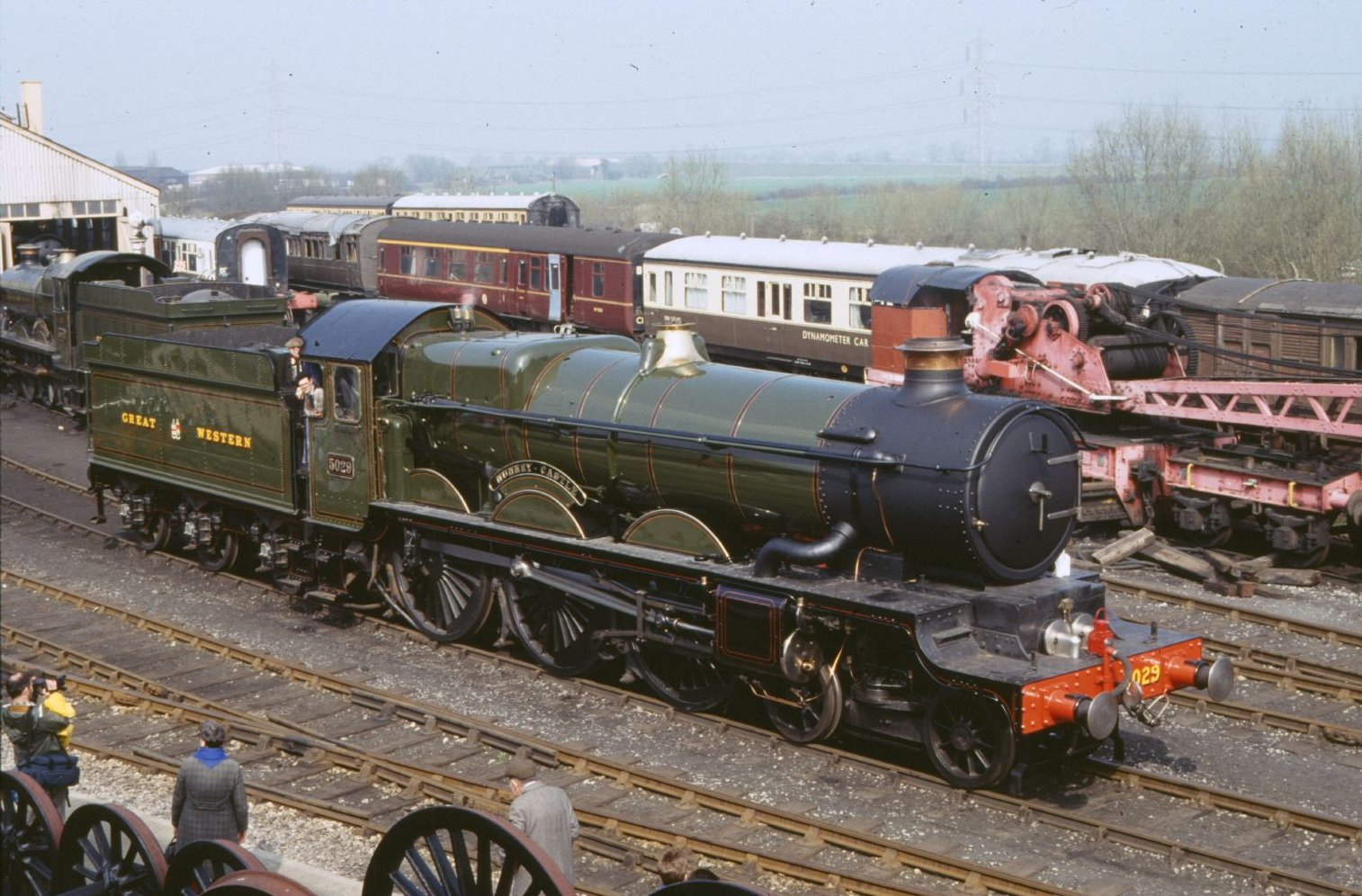
Замок Нанни: хром средний, оранжевые полосы и чёрная рама
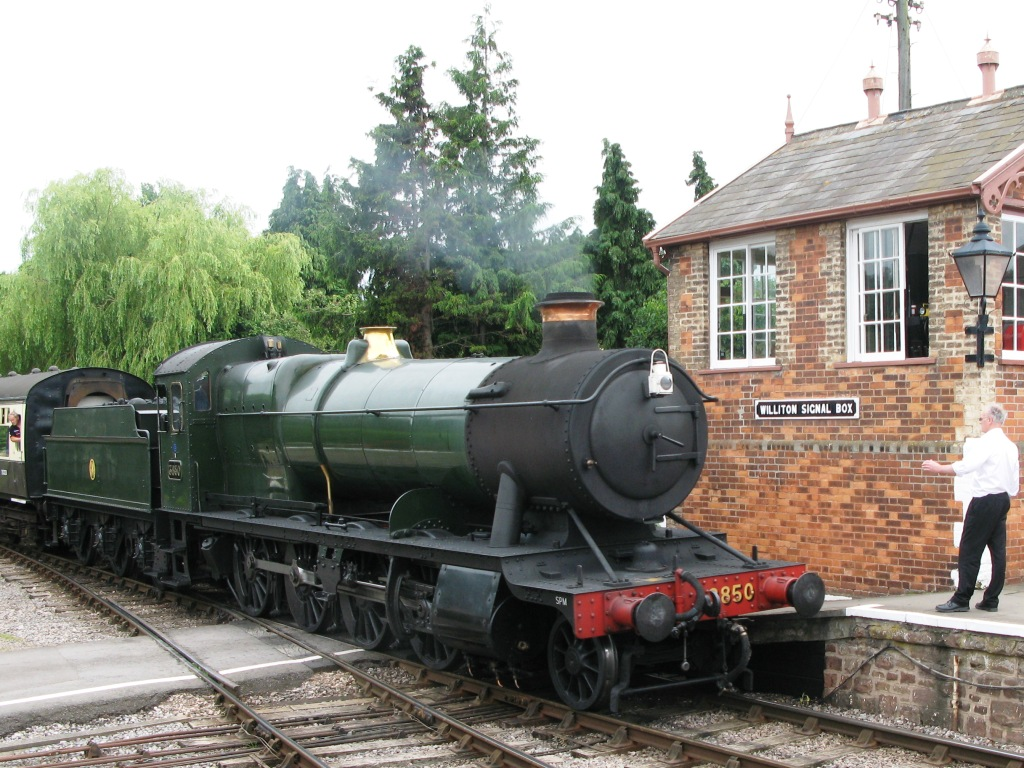
№ 3850[англ.]: хром средний, рама чёрная, без полос

Наибольшую часть времени существования GWR её паровозы были окрашены в хром зелёный средний. Рамки филёнок сначала были красные, потом чёрные. Таблички с именами и номерами — начищенная латунь на чёрной подложке, каймы дымовых труб тоже латунные.

## Паровозы Изамбарда Кингдома Брюнеля (1835—1837)
Брюнель разработал спецификации для первых паровозов GWR, впрочем, оказавшиеся не особенно успешными. Он требовал нововведений, которые были опробованы на паровозах Хэйского завода с шестерёнчатой трансмиссией и харрисоновских Урагане и Громобое, у которых машина и котёл располагались на отдельных шасси.
- Хэйский 1-1-1 — 2 паровоза (1838) «Змея» и «Гадюка»;
- R and W Hawthorn[англ.] — 2 паровоза (1838): Ураган и Громобой;
- Mather, Dixon 1-1-1 — 6 паровозов (1837-40): «Премьер», «Аякс» и другие;
- Sharp, Roberts 1-1-1 — 3 паровоза (1838): «Атлас», «Орёл» и «Лев»;
- стефенсоновские «Звёзды» — 2 паровоза (1837-39): «Утренняя звезда» и «Северная звезда»;
- Тайлёровские 1-1-1 — 6 паровозов (1837-38): «Вулкан», «Аполлон» и другие.

## Паровозы Дэниела Гуча (1837—1864)
Когда суперинтендантом стал Дэниел Гуч, он разметил заказы на более консервативные конструкции паровозов. После «Звёзд», заказанных у Robert Stephenson and Company, Гуч спроектировал серию стандартных и успешных паровозов, начинающуюся с пассажирских «Светлячков» и «Солнц» и товарных «Львов» и «Геркулесов». В 1846 году вступил в строй паровозостроительный завод в Суиндоне. Этот период на GWR характеризуется локомотивами 1-1-1 типа Железный герцог с движущими колёсами диаметром 8 футов (2438 мм), которые водили экспрессы до самой ликвидации широкой колеи в 1892 году. Далее Гуч разработал первые паровозы 2-2-0 с направляющими осями в шарнирной тележке и седлообразным водяным баком на котле, которые использовались на крутых уклонах и тесных кривых Южного Девона с 1849 года. Также Гуч в 1862 году создал конденсационные паровозы для Metropolitan Railway. Стандартных товарных паровозов Гуча типа «Ариадна» было произведено более 100 штук, в то время как обычно в то время серия исчислялясь парой десятков. Гуч нередко пользовался унифицированными между паровозами разных типов узлами и деталями.
С приобретением северных линий со стандартной колеёй в 1954 году в парк дороги вошли 56 паровозов, и в распоряжении GWR оказались Вулвергэмптонский паровозостроительный завод и инженер Джозеф Армстронг. В Вулвергэмптоне долгие годы обслуживались паровозы стандартной колеи. Гуч построил несколько таких паровозов и в Суиндоне, откуда их доставляли на специальных тележках. В 1855 году были построены первые 0-3-0 57 class. В это же время пассажирские 69 class строили в Манчестере Beyer, Peacock and Company. Когда в 1864 году Армстронг сменил Гуча в Суиндоне, к GWR перешли многочисленные паровозы Биркенхедской и Западно-Мидлендской железных дорог.

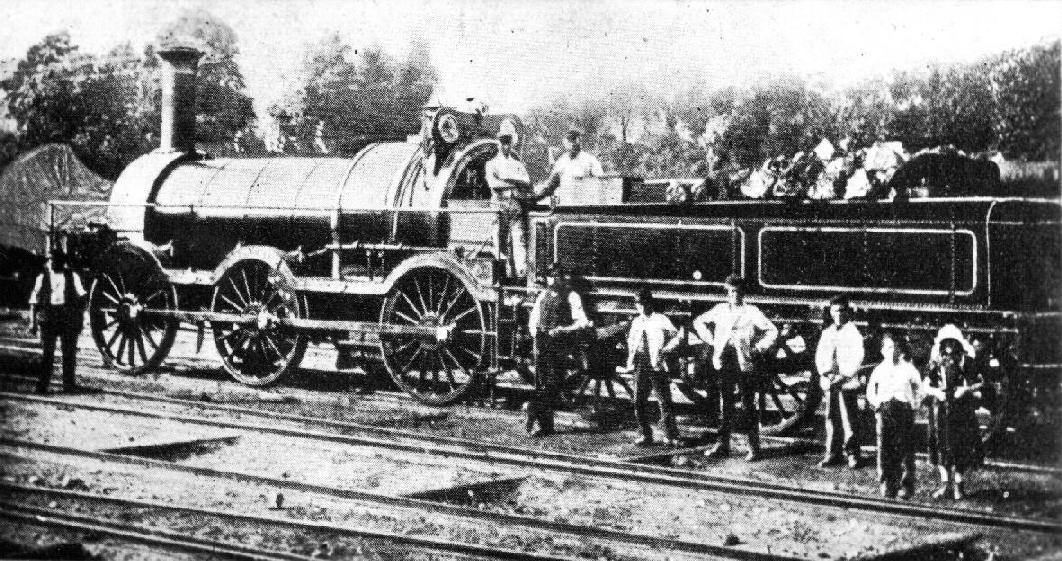
Паровоз «Немезида» (класс «Ариадна») на станции Троубридж не позднее 1872 года

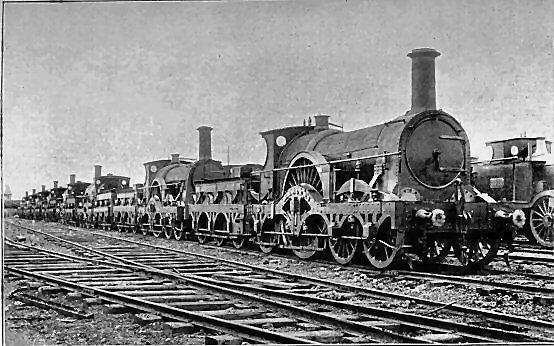
«Железные герцоги» в ожидании слома

Ширококолейные
- тип «Ариадна» 0-3-0
- Толкач 0-3-0ST[a]
- «Тележечный» 2-2-0ST[a]
- тип «Цезарь» 0-3-0
- тип «Халиф» 0-3-0
- тип «Светлячок» 1-1-1
- тип «Геркулес» 0-3-0
- тип «Железный герцог» 2-1-1
- тип «Лев» 1-2-0
- тип «Метрополитен» 1-2-0T[a]
- тип «Премьер» 0-3-0
- тип «Принц» 1-1-1
- тип «Пирагмон» 0-3-0
- тип «Звезда» 1-1-1
- тип «Солнце» 1-1-1
- тип «Виктория» 1-2-0
- тип «Уэверли» 2-2-0

Стандартной колеи
- 57 Class 0-3-0
- 69 Class 1-1-1
- 77 и 167 Classes 0-3-0
- 79 Class 0-3-0
- 91 Class 0-2-0ST[a]
- 93 Class 0-3-0T
- 131 Class 0-3-0
- «Шарпы» или 157 Class 1-1-1
- «Англия» (также «Канцлер») 1-2-0
- 320 Class 1-2-0WT[a]
- 322 или «Байер» Class 0-3-0

## Паровозы Джозефа Армстронга (Вулвергэмптон 1854—1864, Суиндон 1864—1877)
Преемник Гуча Джозеф Армстронг применил на широкой колее опыт в конструировании паровозов стандартной колеи, полученный в северном регионе сети GWR. Он спроектировал 1-2-0 тип «Хоуторн» и в 1870 году начал модернизировать «Железных герцогов» с установкой более мощных котлов. В это время перешивка ширококолейных дорог на стандартную означала объединение дорог. В 1876 году в составе Бристольской и Эксетерской и железной дороги Южного Девона в парк GWR вошли 180 паровозов. Чтобы заменить устаревшие локомотивы из этого числа, Армстронг поставил ширококoлейную экипажную часть на паровозы 1076 Class стандартной колеи. С этого времени на GWR все паровозы получили номера, а не только имена, как было дотоле с ширококолейными.
Армстронг предпочитал паровозы с осевой формулой 1-1-1 для экспресс-поездов. С 1866 года он выпустил 30 паровозов типа «сэр Дэниел» и с 1873 года — 21 паровоз типа «Королева». Паровозы меньшего размера с осевой формулой 1-2-0, такие как GWR 439 Class (образца 1868 года) водили более медленные пассажирские поезда, а, 0-3-0, например, 388 class — товарные. Для лёгких поездов и боковых веток строились танк-паровозы, наиболее известные из них — 1076 class «Буйвол» 0-3-0ST (затем 0-3-0PT) и 455 class «Метро» 1-2-0T.
Ширококолейные
- тип «сэр Уоткин» 0-3-0T[a]
- тип «Хоуторн» 1-2-0, позднее 1-2-0ST[a]
- тип «Суиндон» 0-3-0
- тип «Ровер» 2-1-1
- стандартный товарный 0-3-0
- 1076 class 0-3-0ST[a]

Стандартной колеи
- тип «Королева» (или"сэр Александр") 1-1-1
- тип «сэр Дэниел» 1-1-1
- 7/8/30/32/110 class 1-1-1
- 17 class 1-2-0ST[a]
- 56/717 class 1-2-0
- 111 class 1-2-0
- 302 class 0-3-0ST[a]
- 360 class 0-3-0
- стандартный товарный 0-3-0
- 439 class «Велосипед» 1-2-0
- 455 class 1-2-0T[a]
- 481 class 1-2-0
- 806 class 1-2-0
- «угольный» 0-3-0
- 1076 class «Буйвол» 0-3-0ST, потом PT[a]

## Паровозы Джорджа Армстронга (Вулвергэмптон 1864—1897)
После того, как Джозеф Армстронг поднялся в должности до главного инженера тяги и руководителя Суиндонского завода, директором Вулвергэмптонского стал его младший брат Джордж, который руководил заводом следующие 33 года, строя и ремонтируя паровозы стандартной колеи без оглядки на Суиндон, как в своё время Джозеф. Большинство построенных Джорджем Армстронгом паровозов — танковые, некоторые оказались очень долговечными и пережили даже Вторую мировую войну.
- 34 class 0-3-0
- 108 class 1-2-0
- 119 class 0-3-0ST[a]
- 322 class 0-3-0ST[a]
- 517 class 0-2-1T[a]
- 633 class 0-3-0T[a]
- 645 class 0-3-0ST[a]
- 655 class 0-3-0ST[a]
- 850 class 0-3-0ST[a]
- 1016 Class 0-3-0ST[a]
- 1501 class[англ.]* 0-3-0ST[a]
- 1901 class?! 0-3-0ST[a]

## Паровозы Уильяма Дина (1877—1902)
В 1877 году Джозеф Армстронг умер всего лишь 60 лет от роду, и перевод дороги на стандартную колею пришёлся на Уильяма Дина. Он продолжил модернизацию «Железных герцогов» и ввёл комбинированные двухколейные локомотивы, в том числе на основе армстронговских 388 class товарных. Дин сконструировал весьма элегантные экспресс-паровозы 3031 сlass. После того, как 20 мая 1892 года на главном ходу был разобран последний участок широкой колеи, большинство из 195 ширококолейных паровозов отправились в Суиндон на «свалку». В течение полутора лет после перешивки колеи большинство двухколейных паровозов было переделано на стандартную, а оставшиеся разрезаны в лом.
Дин был в подчинении у Армстронга 22 года, и, приняв руководство, некоторое время продолжал его замыслы. Затем Дин сконструировал стандартные товарные 0-3-0 и 1-3-0 (2301 class и 2600 «Абердер»), и различного размера 0-3-0ST танк-паровозы с седловидным танком (2021 class и 2721 class). Для экспресс-поездов Дин пробовал различные 1-1-1, вершиной которых стал 3031 class, а затем 2-2-0 Бадминтон и Атбара с ведущими колёсами диаметром 80 дюймов (2032 мм), и «Герцог» и «Бульдог» с диаметром колёс 68 дюймов (1727 мм). Для боковых веток и пригородных поездов Дин построил 31 танк-паровоз 3600 class 1-2-1T.
Ширококолейные
- №№ 8, 14, 16[англ.] 1-2-0
- 3001 class[англ.] 1-1-1
- 3501 class[англ.] 1-2-0T
- 3521 class[англ.] 0-2-1ST, затем 0-2-2T

Стандартной колеи
С 1902 года большинство паровозов ST с седлообразными танками было перестроено во вьючные PT.
- № 1[англ.] 2-2-0T, затем 1-2-0T
- №№ 7, 8, 14, 16[англ.] 1-2-0, затем 2-2-0
- № 13[англ.] 1-2-1T, затем 2-2-0ST
- №№ 17-19[англ.] 0-3-2PT самоходный кран (на основе 850 class)
- № 36[англ.] 2-3-0
- № 45[англ.] 0-2-0ST
- 69 class «Река»[англ.] 1-2-0
- Sharpies/Cobham (157 class)[англ.] 1-1-1
- 1661 class[англ.] 0-3-0ST
- 1813 class[англ.] 0-3-0ST
- 1854 class[англ.] 0-3-0ST
- 2021 class[англ.] 0-3-0ST
- 2201 class[англ.] 1-2-0
- 2301 class[англ.] «товарные Дина» 0-3-0
- 2361 class[англ.] 0-3-0
- 2600 class[англ.] «Абердер» 1-3-0
- 2602 class[англ.] «Крюгер» 1-3-0, один из прототипов 2-3-0
- 2721 class[англ.] 0-3-0ST
- 3001 class[англ.] 1-1-1, затем 2-1-1
- 3031 class[англ.] «Одиночки Дина», также «Ахиллес» 2-1-1
- 3201 class[англ.] 1-2-0
- 3206 class[англ.] «Барнум» 1-2-0
- 3226 class[англ.] 1-2-0
- 3232 class[англ.] 1-2-0
- 3252 class[англ.] «Герцог» и «Птица» 2-2-0
- 3300 class[англ.] «Бульдог» 2-2-0
- 3501 class[англ.] бывший ширококолейный 1-2-0T
- 3521 class[англ.] 0-2-1T, затем 0-2-2T, затем 2-2-0 (некоторые бывшие танк-паровозы широкой колеи)
- 3571 class[англ.] 0-2-1T
- 3600 class[англ.] 1-2-1T
- 4100 class[англ.] «Бадминтон», «Атбара» и «Цветок» 2-2-0
- 4120 class[англ.] «Атбара» 2-2-0
- 4149 class[англ.] «Цветок» 2-2-0

## Паровозы Джорджа Чёрчуорда (1902—1922)

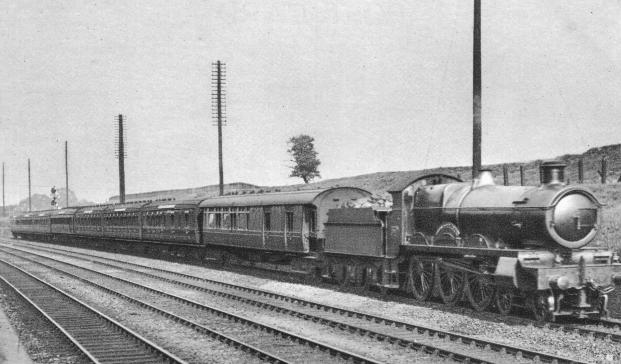
Паровоз типа «Святой»

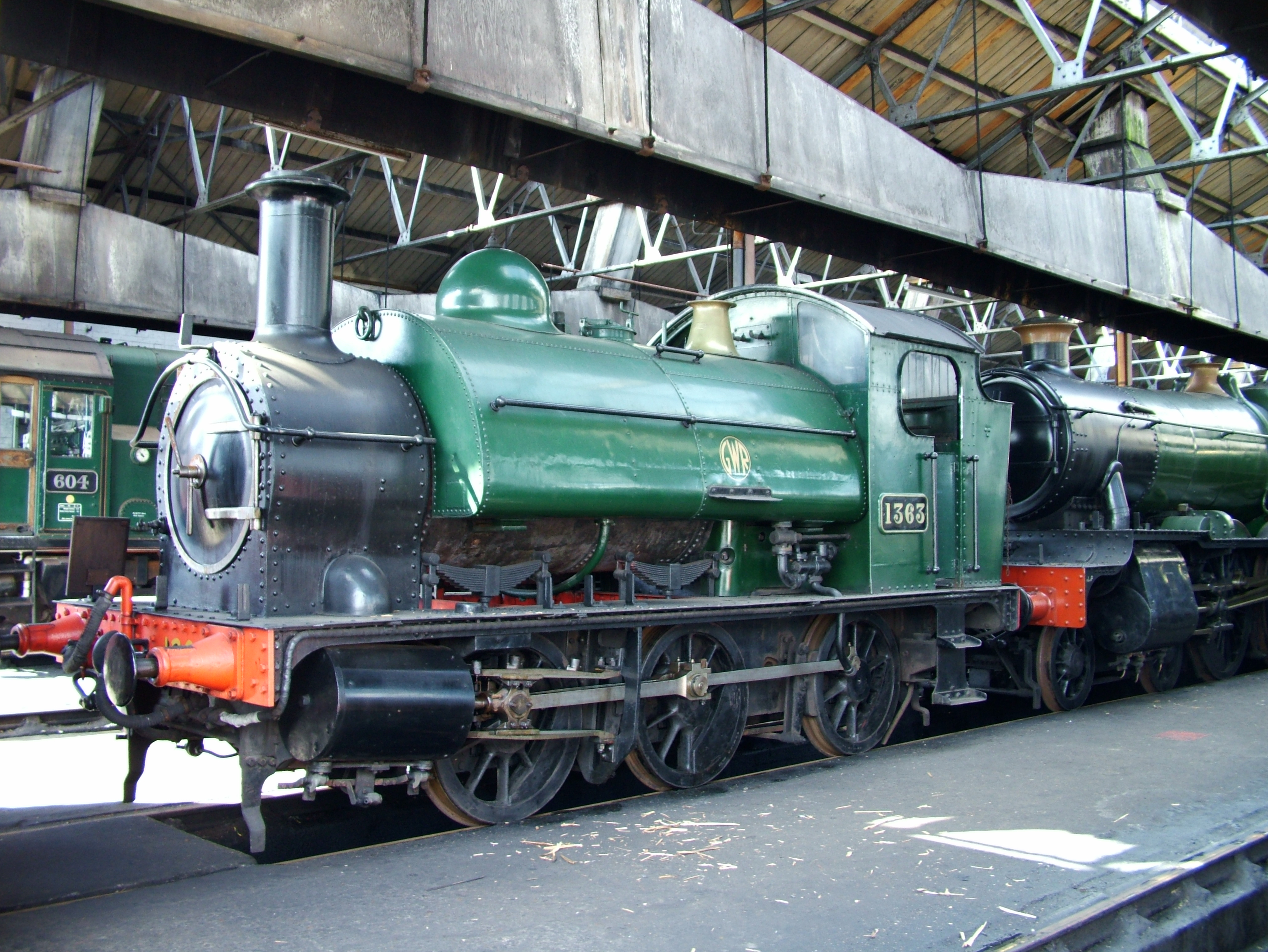
GWR 1361 class № 1363 в Didcot Railway Centre (2005)

Джордж Джексон Чёрчуорд начинал карьеру в паровозных мастерских железной дороги Южного Девона на станции Ньютон-Эббот. В 1876 году эта компания присоединилась к GWR, и Чёрчуорда отправили в Суиндон, где он работал под руководством Армстронга и Дина. Будучи назначен суперинтендантом паровозов в 1902 году, он разработал линейку стандартных паровозов со внешним расположением цилиндров, топками Бельпера с плоским верхним листом, коническими котлами, удлинёнными дымовыми коробками, верхней подачей воды в котёл, парораспределительным механизмом с длинным ходом золотника и высокой степенью унификации узлов, в частности, колёс, цилиндров и шатунов.
Для экспресс-поездов Чёрчуорд быстро разработал и в 1903 году поставил на рельсы 2-2-0 паровозы типа «Сити». В следующем году один из них, № 3717 «Сити-оф-Труро» стал первым паровозом, превысившим скорость 100 миль в час (161 км/ч). В 1904 году вышел более крупный 2-2-0 типа «Графство», но это был предел: дальнейший рост размеров паровоза требовал другой осевой формулы.
Эксперименты с паровозами 2-3-0 начались ещё при Дине. Первый 2-3-0 № 100 появился в 1902 году и стал прототипом для типа «Святой». Один из паровозов был переделан в 2-2-1 для сравнительных испытаний против французских паровозов, прошедших на GWR в 1903 году. После этих опытов дорога стала экспериментировать с четырёхцилиндровыми машинами и даже с осевой формулой 2-3-1, с которой был построен № 111 «Большой медведь» — первый паровоз в своём классе в Соединённом Королевстве. Серийный 2-3-0, впрочем, вышел в 1905 году в двухцилиндровом исполнении как тип «Святой», а четырёхцилиндровый тип «Звезда» вышел в 1906-м. Грузовой вариант «Святого» 2-4-0 2800 class появился также в 1903 году. Для более лёгких поездов в 1911 году был выпущен 1-3-0 4300 class — тип, ставший самым многочисленным тендерным паровозом на GWR. В 1919 году он был увеличен и стал 1-4-0 4700 class.
Стремление к стандартизации означало и выпуск танковых версий вышеперечисленных тендерных паровозов. В 1905 году выпущен аналог «Графств» 2221 class 2-2-1Т, так и прозванный «Графства танковые». Из них же развился 1-3-1T 3100 class и три года спустя 3150 class. Меньшие 1-3-1T и 4400 class вышли в 1904 году, а в 1906-м за ними последовали несколько большие 4500 class. В 1910 году появились два очень разных типа товарных паровозов: 4200 class — танковый вариант 2800 class, и 0-3-0ST 1361 class — ответ на потребность в небольших паровозах для доков и боковых веток, основанный на паровозах Корнуоллской рудной дороги с применением наибольшего возможного числа стандартных компонентов.
Инновацией Чёрчуорда были самоходные паровые вагоны для пригородных сообщений и сельских боковых веток с малым пассажиропотоком..
В 1915 году занимаемый Чёрчуордом пост был переименован в главного инженера тяги.
Также Чёрчуорд перестроил суиндонский завод, выстроив котельный цех площадью 1,4 акра (0,57 га) и первый в Соединённом Королевстве стенд для испытаний паровозов без движения.
- 101 class[англ.] 0-2-0T с нефтяным отоплением: 101
- «Большой медведь»[англ.] 2-3-1: 111
- 1361 class[англ.] 0-3-0ST: 1361—1365
- «Графство» танковый[англ.] 2-2-1T: 2221—2250
- 2800 class 1-4-0: 2800—2883
- Saint class[англ.] 2-3-0: 2900—2955, 2971—2990, 2998
- 3100 class[англ.] 1-3-1T: 31xx (later 51xx)
- 3150 class[англ.] 1-3-1T: 3150-3190
- «Сити»[англ.] 2-2-0: 3700-3719
- «Графство»[англ.] 2-2-0: 3800-3839
- «Звезда»[англ.] 2-3-0: 4000-4072
- 4200 class[англ.] 1-4-0T: 4200-4299, 5200-5204
- 4300 class[англ.] 1-3-0: 4300-4399, 5300-5399, 6300-6399, 7300-7321, 8300-8399, 9300-9320
- 4400 class[англ.] 1-3-1T: 4400-4410
- 4500 class[англ.] 1-3-1T: 4500-4574
- 4600 class[англ.] 2-2-1T: 4600
- 4700 class[англ.] 1-4-0: 4700-4708
- Паровые вагоны GWR[англ.]
- Бензо-электромотриса GWR[англ.]

## Паровозы Чарльза Коллетта (1922—1941)

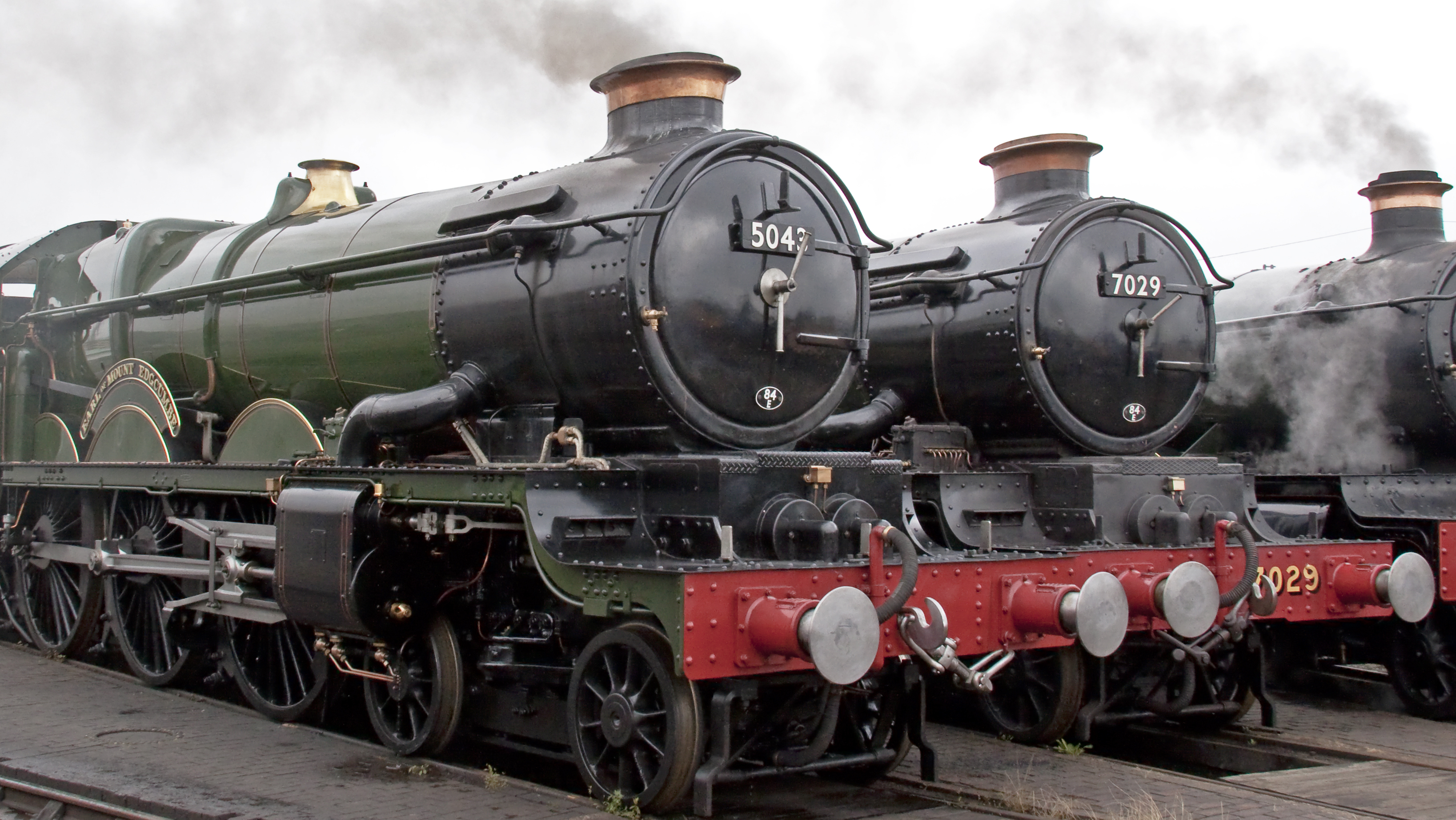
«Замки» № 5043 и 7029 в Тисли

Чарльз Коллетт стал главным инженером тяги в 1921 году, и почти сразу же ему пришлось разбираться с огромным количеством самых разных паровозов с железных дорог, присоединённых к GWR в ходе укрупнения в 1922 и 1923 годах. Многие паровозы были «суиндонизированы», то есть перестроены на заводе GWR с применением стандартных запчастей. Взамен устаревших паровозов Коллетт разработал несколько новых типов. При нём были разработаны многие наиболее известные типы танк-паровозов: 1400 class для боковых веток и малых поездов, 4575 class (4500 class с увеличенными баками), более крупные 6100 class 1-3-1T, большие 7200 class 1-4-1T, перестроенные из 4200 class и в 1929 году — легендарные 5700 class с вьючными танками.
Коллетт продолжал развитие 2-3-0 — идеальных экспресс-паровозов дороги — в 1923 году превратив «Звёзды» в «Замки», а в 1927-м создал крупнейший паровоз — четырёхцилиндровый «Король». Для грузопассажирского движения он построил несколько меньшие паровозы «Холл» в 1928-м, а «Грейндж» и «Манор» в 1934-м. Паровозы продолжали носить имена согласно типу. Для небольших товарных поездов Коллетт создал собственный стандартный 0-3-0 2251 class.

### Нововведения
Под руководством Коллетта на GWR впервые появились дизельные локомотивы. В 1934 году он представил автомотрисы обтекаемого дизайна, которых в к 1942 году было построено 38 единиц (последние в более угловатых кузовах). Некоторые автомотрисы были оборудованы буфетом для дальних поездок, другие были почтовые для боковых веток, некоторые были двухвагонными секциями.
- Сентинелский[англ.] редукторный паровоз 0-2-0TG: 12
- 1101 class[англ.] 0-2-0T: 1101—1106
- 1366 class[англ.] 0-3-0PT: 1366—1371
- 1400 class[англ.] 0-2-1T: 1400—1474 (с 1946 года 48xx — ниже)
- 2251 class[англ.] 0-3-0: 2200—2299, 3200-3219
- 2884 class[англ.] 1-4-0: 2884—2899, 3800-3866
- 3100 class[англ.] 1-3-1T: 3100-3104
- «Граф Дюкдог»[англ.] 2-2-0: 3200-3228, 3265 (позднее № 9000-9028, 9065)
- «Замки» 2-3-0: 4073-4099, 5000-5099, 7000-7037
- 4575 class[англ.] 1-3-1T: 4575-4599, 5500-5574
- 4800 class[англ.] 0-2-1T: 4800-4874 (позднее № 1400—1474)
- «Холл» 2-3-0: 4900-4999, 5900-5999, 6900-6958
- 5101 class 1-3-1T: 5101-5199, 4100-4179
- 5205 class[англ.] 1-4-0T: 5205-5264
- 5400 class[англ.] 0-3-0PT: 5400-5424
- 5600 class[англ.] 0-3-1T: 5600-5699, 6600-6699
- 5700 class[англ.] 0-3-0PT: 57xx, 67xx, 77xx, 87xx, 97xx, 36xx, 37xx, 46xx, 96xx
- 5800 class[англ.] 0-2-1T: 5800-5819
- «Король» 2-3-0: 6000-6029
- 6100 class[англ.] 1-3-1T: 6100-6169
- 6400 class[англ.] 0-3-0PT: 6400-6439
- «Грейндж»[англ.] 2-3-0:6800-6879
- 7200 class[англ.] 1-4-1T: 7200-7253
- 7400 class[англ.] 0-3-0PT: 7400-7449
- «Манор»[англ.] 2-3-0: 7800-7829
- 8100 class[англ.] 1-3-1T: 8100-8109
- маневровые тепловозы[англ.] № 1 и 2
- Автомотрисы GWR[англ.]: дизельные № 1-38

## Паровозы Фредерика Хоксуорта (1941—1949)
Фредерик Хоксуорт стал главным инженером тяги в 1941 году. В военное время трудно было выпускать новые паровозы, и он занялся улучшением «Холлов» Коллетта, получив «Модифицированные Холлы», выпустил последнюю на GWR модель двухцилиндровых 2-3-0 «Графство», завершив линейку, начатую «Святыми» за 42 года до того. Котлы на них были основаны на котлах 1-4-0 LMS Stanier Class 8F, которые строились на Суиндонском заводе в военное время. Хоксуорт спроектировал три типа 0-3-0PT: 9400 class с коническим котлом, для работы на крупных станциях 1500 class с внешним расположением парораспределительного механизма Вальсхарта и без полноценной кабины и очень маленькие 1600 сlass.
- «Графство»[англ.] 2-3-0: 1000—1029
- 1500 class[англ.] 0-3-0PT: 1500—1509
- 1600 сlass[англ.] 0-3-0|PT: 1600—1669

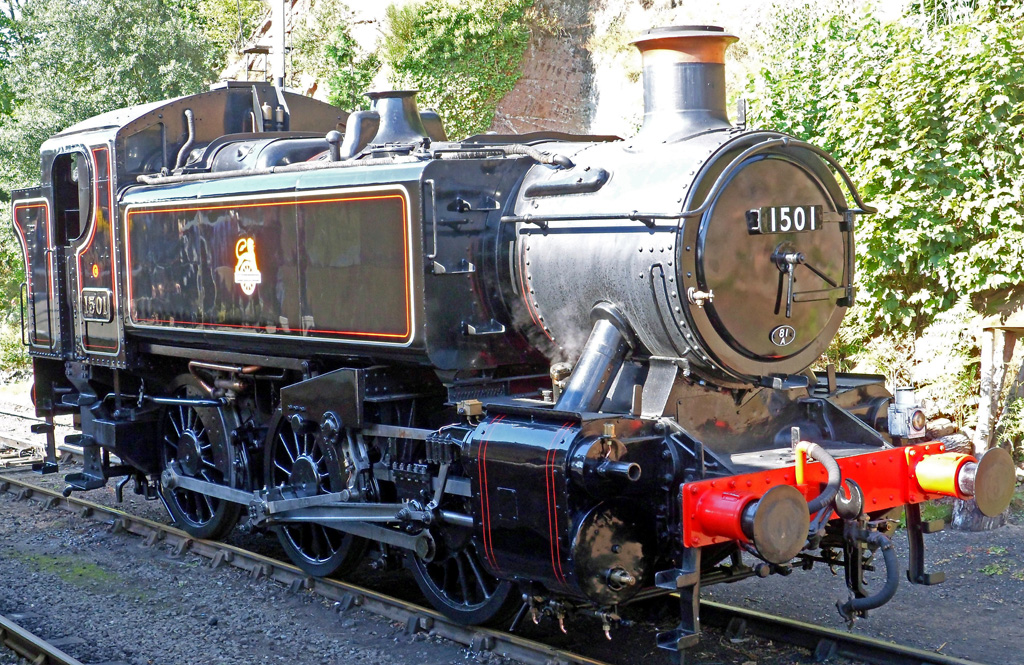
1500 class 0-3-0PT № 1501 в Бьюдли

- «Модифицированные Холлы»[англ.] 2-3-0: 6959-6999, 7900-7929
- 9400 class[англ.] 0-3-0PT: 9400-9499, 8400-8499, 3400-3409
- маневровые тепловозы[англ.] № 501—507 (уже под номерами BR 15101-15107)
- газотурбовозы с электротрансмиссией как British Rail 18000[англ.] и British Rail 18100[англ.]